# Condado de Orange (Texas)
O Condado de Orange é um dos 254 condados do estado norte-americano do Texas. A sede do condado é Orange, e sua maior cidade é Orange.
O condado possui uma área de 983 km² (dos quais 60 km² estão cobertos por água), uma população de 84 966 habitantes, e uma densidade populacional de 92 hab/km² (segundo o censo nacional de 2000).
O condado foi fundado em 1852. As principais fontes de renda do condado são o refino de petróleo e o cultivo de arroz.